# Constantius von Sonnenberg
Constantius von Sonnenberg (* 5. April 1638 in Luzern als Heinrich von Sonnenberg; † 26. Mai 1691) war von 1683 bis 1691 Bibliothekar des Klosters St. Gallen.

## Leben und Wirken
Pater Constantius war Sohn von Eustach von Sonnenberg, seines Zeichens Luzerner Rat und Alt-Landvogt im Entlebuch. 1652 ist er im Kloster St. Gallen bezeugt, wo er am 11. Juni 1656 die Profess ablegte. Aus diesem Anlass überwies sein Vater dem Kloster 350 Gulden. 1660 wurde er Subdiakon, 1661 Diakon. Die Priesterweihe erhielt er am 8. April 1662, die Primiz folgte am 30. April des gleichen Jahres.
Pater Constantius wurde am 17. November 1662 Subcellerar. 1665 war er für kurze Zeit Statthalter in Wil, danach Pfarrer in Wildhaus. Nach Amtstätigkeiten als Küchenmeister in Wil und Rorschach war er 1675 wieder Cellerar in St. Gallen. 1682 erfolgte die Ernennung zum Stiftsbibliothekar und wohl auch zum Vorsteher der Klosterdruckerei.